# Nova hronologija (Fomenko)
Nova hronologija je istorijska koncepcija ruskih matematičara Anatolija Fomenka i Gleba Nosovskog. Ovu koncepciju podržao je šahista Gari Kasparov, koji je u razdoblju od 1998. do 2002. godine sarađivao s Fomenkom i Nosovskim na propagiranju ideja Nove hronologije.
Istorijski fakultet Moskovskog univerziteta i Odeljenja za istoriju Ruske akademije nauka su 1999. osudili Novu hronologiju kao „opasnu pseudonauku“.

## Istorija Nove hronologije
Moderna opšteprihvaćena koncepcija istorije zasnovana je na radima Josifa Skaligera, „osnivača savremene hronologije kao nauke“.
I pre radova Fomenka i Nosovskog postojale su različite kritike Skaligerove hronologije.
Isak Njutn je deo istorije antičke Grčke pomerio vremenski u proseku za 300 godina bliže nama. Istoriju Starog Egipta (koja, u skladu sa danas prihvaćenom verzijom, obuhvata nekoliko hiljada godina, počev od 3000. godine p. n. e..), Njutn je pomerio naviše i sažeo u vremenski odsečak dužine svega 330 godina: od 946. godine p. n. e.. Pri tome je neke osnovne datume istorije Starog Egipta Njutn pomerio naviše za približno 1800 godina. Mada su u svoje vreme izazvali veliku diskusiju, Njutnovi radovi su kasnije zaboravljeni.
Najveći pomak na polju hronološke nauke napravio je Nikolaj Aleksandrovič Morozov (1854-1946), ruski akademik, po kome se celokupna danas poznata istorija odigrala posle četvrtog veka nove ere. U razdoblju 1907-1932. godine, Morozov je objavio svoje radove o revidiranju hronologije, ali oni nisu bili prihvaćeni od strane sovjetskih istoričara.

## Matematička kritika hronologije Skaligera
U periodu od 1975. do 1981. godine Anatolij Fomenko i njegove kolege matematičari, proveli su statističku istragu Skaligerijeve hronologije. Naučnici sa Moskovskog univerziteta su prikupili dinastičke podatke brojnih kraljevskih porodica Evrope i Azije, analizirali ih i poredili rezultate. U analizu je uključivano nekoliko parametara – dužina vladavine pojedinog vladara, da li je umro prirodnom ili nasilnom smrću, ko ga je nasledio (rođak, oficir i sl.) Izveli su dva zaključka:
1. Biografije su se podudarale kod vladara koji su živeli pre 17. veka nove ere. Nakon 17. veka, nije uočena podudarnost. Na primer, biografije svih kineskih careva pre 17. veka tačno se preklapaju s biografijama srednjovekovnih evropskih vladara. Osim udvajanja jednih te istih heroja pod različitim imenima, uočeni su i ogromni pomaci u vremenu u kome su se (navodno) događaji zbivali. Među najznačajnijim primerima su brojna podudaranja brojnih karakteristika biografija egipatskih faraona i careva Svetog rimskog carstva. Analizirajući (matematičko-statistički) napise rimskog istoričara Josifa Flavija, jednog od klasika, čiji radovi opisuju solidne periode istorije i Izraela i drevnog Rima, Fomenko otkrio je da s tačke gledišta matematike-statistike, sve to je jednostavno ponavljanje Starog Zaveta s mešanjem imena i geografskog područja događanja. Tako, temeljito istraživanje pokazuje da doslovce ne postoje informacije koje se mogu pouzdano datirati, o događajima pre 10. veka nove ere.
2. Skaligerijeva glavna dela lat. Opus Novum de emendatione temporum (1583) i lat. Thesaurum temporum (1606) predstavljaju ogromno polje datuma proizvedenih bez bilo kakvog obrazloženja, sadrže ponavljajuće nizove datuma s pomacima jednakim umnošcima brojeva 333 i 360 koji inače predstavljaju glavne kabalističke brojeve. Numerologija je u to doba bila važna nauka i J. J. Skaliger je bio poznati kabalista svoga doba.

## Astronomska datiranja
A.T. Fomenko, G.V. Nosovski i V.V. Kalašnikov (1942-2001) detaljno su proučili Almagest antičkog astronoma Ptolomeja koji se smatra kamenom temeljcem klasične istorije i navodno je sastavljen 150. g.n.e. Po opisu rasporeda zvezda ruski istraživaci su proračunali da je Almagest sastavljen u 16-17. veku od astronomskih podataka iz 9-16. veka, iz čega su zaključili da je Ptolomej živeo u Srednjem veku. Na ovaj zaključak ih je navela i činjenica da ne postoji „original“ Almagesta na grčkom, već da su svi tekstovi na starogrčkom nastali nakon verzije štampane na latinskom.
Fomenko i Nosovski su takođe objavili da su dekodirali 34 drevna Egipatska horoskopa ocrtana u grobnicama u Dolini Kraljeva ili uklesana u kamen u Denderi i Esni. Egiptologija ove horoskope datira ili u neka davna vremena ili kaže da se ne podudaraju ni sa kakvim datumima. Po Fomenku i Nosovskom, ovi horoskopi sadrže dovoljno astronomskih podataka i svi datumi na temelju njih su srednjovekovni i odnose se najranije na 10 vek n.e. Odavde su zaključili da su egipatske piramide izgrađene u Srednjem veku.

## Hipotetička rekonstrukcija

### Isus Hrist
Rezultati Nove hronologije pokazuju da je Hrist živeo 1152-1185. g., da su Isus Hrist, vizantijski car Andronik I Komnin, apostol Andrej Prvozvani i ruski knez Andrej Bogoljubski jedna ličnost. Poslednja hipoteza Fomenka i Nosovskog iz knjige „Zaboravljeni Jerusalim“ (Moskva, 2007) pokazuje da je jevanđeljski Jerusalim, u stvari, utvrđenje Joros.
U knjizi se priča o jednom spomeniku kod Carigrada, podignutom muslimanskom svecu koga Turci nazivaju „Juša”. Архивирано из оригинала 15. 5. 2008. г.. Muslimani smatraju da je to grobnica Isusa Navina. Spomenik je ogroman (17m×2m) na Bejkozu, južno od Jorosa, na azijskoj obali Bosfora. Nije isključeno da je u pitanju neki spomenik i sećanje na događaje u vezi sa raspećem Isusa Hrista. U Evropi se o tome praktično ništa ne zna, iako je spomenik među domaćim stanovništvom veoma poštovan.

### Imperija i njen raspad
Fomenko i Nosovski smatraju da su osvajanja Aleksandra Velikog, velika seoba naroda, invazija mongolskih hordi i turska osvajanja jedan isti događaj, koji je desio u 14. veku i predstavljao slovensko-turska osvajanja Evrope, Azije i Severne Afrike. Za mongolsku imperiju tvrde da je živela od 14. do kraja 16. veka i da je predstavljala konfederaciju Rusije i Turske sa kozacima kao vojskom. Zatim se, po hipotezi Fomenka i Nosovskog, krajem 16. veka, ta imperija raspala kao rezultat pobune zapadnoevropskih separatista. Raspad imperije je nama poznat pod imenom reformacija u Zapadnoj Evropi.
U Rusiji je na vlast došla prozapadna marionetska dinastija Romanovih, koji su započeli niz dugogodišnjih ratova sa Turcima. Počeli su krvavi ratovi na Balkanu, što je dovelo do pogoršanja međureligijskih i međunacionalnih odnosa. Osim što su Romanovi iskorenili prethodnu dinastiju, uništili su i originalne istorijske dokumente.
U Zapadnoj Evropi takođe su falsifikovali istoriju. U tom cilju događaji oko mongolskih osvajanja pod različitim naslovima bili su odgurani u izmišljenu prošlost. Velika slovenska osvajanja, odnosno preseljenja naroda, bila su pomerena na vremenskoj osi u 5. i 6. vek naše ere.
Uprkos „krivotvorenju“ tragovi „slovenskih osvajanja“ su se sačuvali. Na primer, etrurski natpisi u Italiji, koje su Tadeuš Volanjski i Valerij Čudinov dešifrovali pomoću slovenskih jezika.

### Lingvistička zapažanja
Neke zapadnoevropske reči, koje liče na imena slovenskih naroda, imaju uvredljiv i ponižavajući smisao:
- engl.  - rob, engl. Slav - Sloven, slovenski;
- engl.  - prljav, neuredan
- lat.  - sluga (podseća na Srbi);
- engl.  - grub, trivijalan (podseća na: Bulgari i na Volga);
- - 1.ruski 2.bubašvaba;

Po mišljenju Fomenka i Nosovskog to je rezultat namerne delatnosti zapadnih filologa i lingvista u „vaspitne“ i propagandne svrhe.

## Spoljašnje veze
- Nova hronologija (zvanični sajt)
- „Matematičari "podmlađuju" Hrista”. Архивирано из оригинала 12. 3. 2008. г. (članak prof. istorije Zorana Pejašinovića)
- Grobnica Juše[мртва веза] (enciklopedija "Hronologija")
- „Hum Juše”. Архивирано из оригинала 10. 03. 2008. г. Приступљено 12. 03. 2008. (fotografije)
- Facebook NewChronology FanPage